# Smith Ely Jelliffe
Smith Ely Jelliffe (geboren 27. Oktober 1866 in Brooklyn; gestorben 25. September 1945 in Lake George) war ein US-amerikanischer Psychiater und Psychoanalytiker.

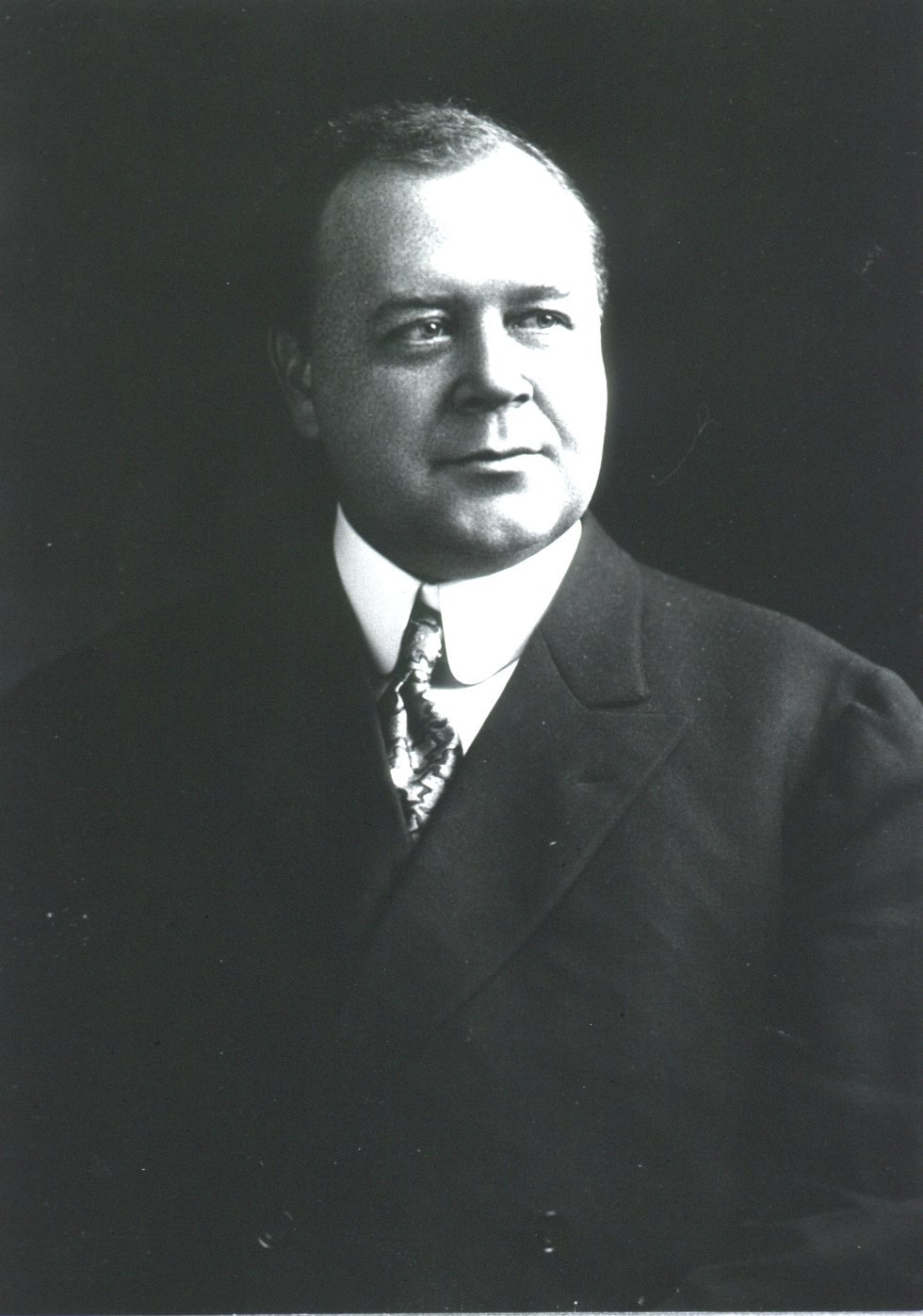
Smith E. Jelliffe

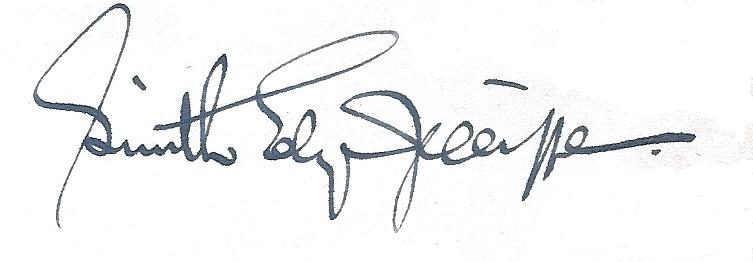
Signatur

## Leben
Smith Jelliffe war der Sohn eines Rektors eines New Yorker Baptistengymnasiums, der aus Connecticut stammte. Er besuchte das Brooklyn Polytechnic Institute und studierte ab 1886 Medizin am College of Physicians and Surgeons der Columbia University mit einem M.D. im Jahr 1889. Im Jahr 1890 hielt er sich in Europa auf und lernte den Neurologen Jean-Martin Charcot kennen. 
1886 heiratete er Helena Dewey Leeming, sie hatten fünf Kinder, nach ihrem frühen Tod 1916 war er noch mit Bee Dobson verheiratet. Jelliffe wurde 1899 mit einer Dissertation über die Flora von Long Island an der Columbia University in Botanik promoviert. Er begann als Instructor für Pharmakologie und wurde Professor für Pharmakognosie. Unter dem Einfluss von William Alanson White verlegte er den Schwerpunkt seiner Tätigkeit auf die Psychiatrie und erhielt eine Professur an der Fordham University. Das mit White 1915 herausgegebene Werk Diseases of the Nervous System: A Text-Book of Neurology and Psychiatry wurde zu einem Standardwerk in der Lehre.
Jelliffe wurde Präsident der New York Psychiatric Society, der New York Neurological Society und der American Psychopathological Association. Mit Leeming-Jelliffe übersetzte er Fachaufsätze aus der Psychiatrie und angrenzenden Gebieten ins Englische. Er schrieb Artikel zu Themen der Psychosomatik. Seit etwa 1902 gab er das Journal of Nervous and Mental Disease heraus und ab 1907 die Nervous and Mental Disease Monograph Series, in denen die ersten Übersetzungen ins Englische von Texten von Freud, Jung, Adler und anderen Europäern erschienen, er selbst übersetzte Texte von Otto Rank und Alfred Adler aus dem Deutschen ins Englische.  
Zusammen mit White gründete er 1913 den Psychoanalytic Review, die erste englischsprachige Zeitschrift auf dem noch weitgehend unbekannten Gebiet der Psychoanalyse. Jelliffes 1918 erschienenes Buch The Technique of Psychoanalysis war das erste Buch überhaupt, das die Techniken der Psychoanalyse systematisch beschrieb. Er reiste 1921 nach Wien, um Sigmund Freud zu treffen, es entspann sich eine jahrelange Korrespondenz. Seine Lehranalyse machte er bei Otto Rank.  
Jelliffe schrieb über 400 Beiträge in wissenschaftlichen Zeitschriften und Büchern. Seine Privatbibliothek umfasste über 12.000 Bücher, als diese 1942 an das Institute of Living in Hartford ging.